# Ambanja (district)
Ambanja is een district van Madagaskar in de regio Diana. Het district telt 180.442 inwoners (2011) en heeft een oppervlakte van 6 328 km², verdeeld over 18 gemeentes. De hoofdplaats is Ambanja.